# Batalla de Fariskur
La batalla de Fariskur sucedió el 6 de abril de 1250 en el contexto de la Séptima Cruzada. El ejército cruzado al mando de Luis IX de Francia tras el fracaso del asedio de El Mansurá fue atacado en Fariskur, donde fue totalmente destrozado y su líder fue capturado. El rey francés tuvo que pagar un alto rescate y devolver Damieta a los musulmanes para obtener su liberación.